# Lüttkampgraben
Der Lüttkampgraben ist ein etwa 420 Meter langer Graben in Hamburg-Lurup. Er ist nach der Straße Lüttkamp benannt, wo er entspringt. Lüttkamp heißt im umgangssprachlichen Norddeutschen kleines Feld.

## Verlauf
Der Lüttkampgraben entspringt bei der Straße Lüttkamp auf einem Privatgrundstück. Er unterquert danach die Elbgaustraße und mündet an der Hundewiese Vorhornweg im Altonaer Volkspark in den Schießplatzgraben.